# Brandfort
Brandfort ist eine Stadt in der südafrikanischen Provinz Freistaat. Sie liegt in der Lokalgemeinde Masilonyana im Distrikt Lejweleputswa.

## Geographie
Brandfort hatte gemäß Volkszählung 2011 3134 Einwohner. Das nördlich gelegenen Township Majemasweu hatte 9765 Einwohner. Die Umgebung ist relativ flach. Brandfort liegt rund 55 Kilometer nördlich von Bloemfontein.

## Geschichte
1866 ließ der Voortrekker Jacobus van Zijl auf seiner Farm eine Kirche errichten; 1875 wurde dort Brandfort gegründet. Der Ort wurde nach Johannes Henricus Brand, dem damaligen Premierminister des Oranje-Freistaats, benannt. Während des Zweiten Burenkrieges richteten die britischen Behörden bei Brandfort ein Konzentrationslager für burische Frauen und Kinder ein.
Ab 1977 lebte Winnie Mandela, die damalige Ehefrau des inhaftierten Nelson Mandela, aufgrund eines Banns der Apartheid-Behörden mehrere Jahre in Brandfort. Sie bewohnte das Haus Nr. 802 in Majemasweu.

## Wirtschaft und Verkehr
Brandfort ist ein landwirtschaftliches Zentrum.
Der Ort liegt an der Fernstraße R30, die Brandfort unter anderem mit Bloemfontein und Virginia verbindet, und der R703. Brandfort liegt an der Bahnstrecke Johannesburg–Bloemfontein und wird im Güterverkehr bedient.

## Sonstiges
In der Nähe der Stadt liegt Florisbad, wo 1932 der fossile Menschenschädel Florisbad 1 gefunden wurde.

## Persönlichkeiten
- Hendrik Frensch Verwoerd (1901–1966), südafrikanischer Premierminister, ging in Brandfort 1917 bis 1919 zur Schule
- Kagisho Dikgacoi (* 1984), südafrikanischer Fußballspieler, geboren in Brandfort